# Julia Wong Kcomt
Julia Wong Kcomt (Chepén, 1965 - Lima, 2024) fou una poeta, narradora i gestora cultural peruana, filla de pare migrant xinés i mare tusan.

## Biografia
Va estudiar diversos anys Dret i Ciències polítiques en la Universitat de Lima. Durant aquell període va viatjar amb una beca de la American Field Service (AFS) a Oeschingen, al sud d'Alemanya. Va guanyar els jocs florals de la Universitat de Lima amb el conjunt de poemes “Confessions de la meva terra calenta”. Va cursar estudis de Literatura i Humanitats en la Pontifícia Universitat Catòlica del Perú. Va estudiar en la Facultat de Romanística en la Universitat de Stuttgart i després es va traslladar a  a Tübingen i Friburg, on va aprofundir en el seu interès per la sinologia, la filosofia i la  teologia. Va realitzar diversos cursos de religions comparades, especialment les coordenades que construeixen llaços entre el budisme i el cristianisme.
Va estudiar un semestre en la Universitat de Macau, assistint a diversos cursos de literatura anglesa. Es va mudar a Macau amb el seu pare i el va secundar en el projecte organitzatiu de la Fundació Wong Yeng Kuan, fundació que s'ha vingut encarregant de fomentar la lectura i la cultura a través de biblioteques públiques. En 2004 es va mudar a Buenos Aires, l'Argentina, on tingué producció amb editorials independents. A partir de 2006, va coorganitzar el Perú Ba, festival d'arts i expressions culturals peruanes en la capital argentina. Des del 2010 fins al 2020, va coorganitzar el Festival de Poesia en Chepén Chepén. Els seus textos han estat publicats en diferents mitjans virtuals, revistes de poesia i mitjans especialitzats.